# Rruga shtetërore SH3
Die Rruga shtetërore SH3 (albanisch für Staatsstraße SH3) ist eine Nationalstraße in Albanien. Sie verbindet auf einer Länge von rund 150 Kilometern die Hauptstadt Tirana über Elbasan und Korça mit Bilisht bei der Grenze zu Griechenland.

## Streckenverlauf
Die SH3 beginnt im Stadtzentrum von Tirana und führt als kurvenreiche Bergstraße über den Krraba-Pass nach Elbasan (53 km). Von dort folgt die Straße dem Flusslauf des Shkumbin an Librazhd vorbei bis nach Qukës. Dort wendet sich die Straße vom Shkumbin ab und führt entlang eines Nebenflusses nach Përrenjas. Anschließend führt sie hinauf zum Pass Qafë Thana und zu einer Straßenkreuzung mit der SH9. Danach führt sie hinab zum Ohridsee und am Seeufer entlang nach Pogradec. Hinter Pogradec führt die Straße auf die Hochebene von Korça und dann weiter nach Korça. Von dort führt das letzte Stück über Bilisht zur albanisch-griechischen Grenze bei Kapshtica beziehungsweise Kristallopigi.
Von Elbasan bis Qafë Thana entspricht die Streckenführung der SH3 der antiken Via Egnatia und ist außerdem Teil des modernen Paneuropäischen Verkehrskorridors VIII.

## Ausbaustand

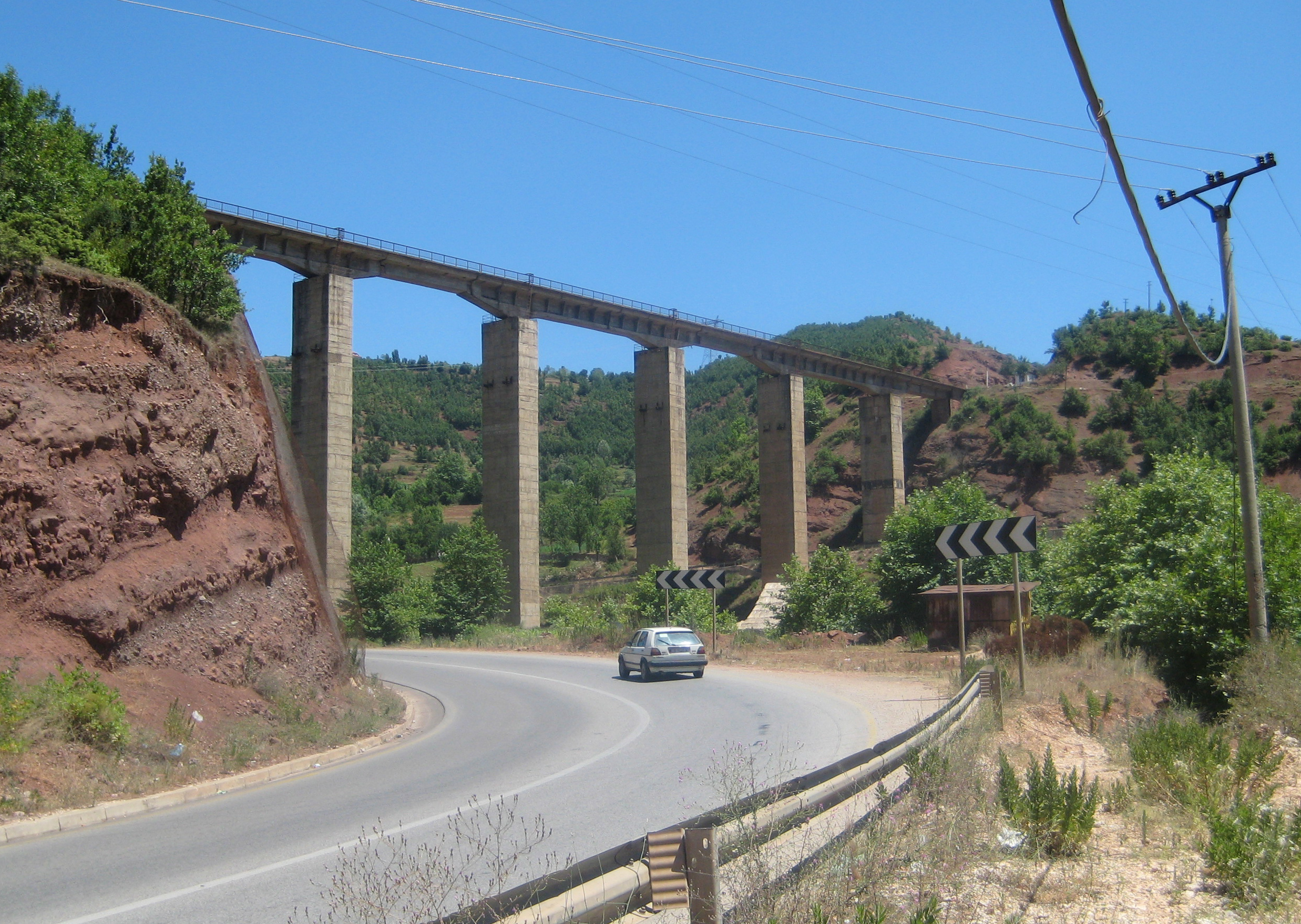
Eisenbahnbrücke über die SH3 im Shkumbintal

Von Tirana nach Elbasan führt eine kurvenreiche, aber gut ausgebaute Passstraße nach Elbasan, welche durch die Autobahn A3 entlastet wird. Von dort führt eine Schnellstraße entlang des Shkumbin Richtung Librazhd. Einige Kilometer vor Librazhd verengt sich das Flusstal, wodurch auch die Streckenführung schwierig wird. In diesem Abschnitt ist die Straße ebenfalls relativ kurvenreich, aber auch in einem sehr guten Zustand und recht breit gebaut. Dieser gute Straßenzustand hält an bis über den Pass Qafë Thana. Der anschließende Streckenabschnitt entlang des Ohridsee über Pogradec bis nach Leshnica ist nicht erneuert – stellenweise wird daran gebaut. Zwischen Leshnica und Kapshtica (durch Korça und Bilisht) ist die SH 3 als Schnellstraße mit zwei Fahrspuren und beidseitigen Pannenstreifen (superstradë) ausgebaut.

## Zukunft
Das verbliebene Teilstück entlang des Ohridsee befindet sich derzeit im Ausbau.
Es bestehen Pläne für einen Bau einer Verbindungsstraße von Qukës durchs obere Shkumbintal direkt in die Korça-Ebene nördlich von Maliq, womit der Qafë Thana und Pogradec umfahren wird. Bei Qukës wurde mit ersten Bauarbeiten begonnen.